# Siegfried Blasche
Siegfried Blasche (* 7. Juli 1939 in Lubsko) ist ein deutscher Philosoph.

## Leben
Er studierte Philosophie, Soziologie und politische Wissenschaften in Frankfurt am Main, Berlin und Erlangen. Nach der Promotion zum Dr. phil. 1974 in Erlangen und der Habilitation an der Universität Erlangen 1983 wurde er dort außerplanmäßiger Professor.

## Schriften (Auswahl)
- Zerstörung des moralischen Selbstbewußtseins: Chance oder Gefährdung? Praktische Philosophie in Deutschland nach dem Nationalsozialismus. Frankfurt am Main 1988, ISBN 3-518-28352-9.
- mit Wolfgang R. Köhler und Peter Rohs (Hg.): Markt und Moral. Die Diskussion um die Unternehmensethik. Stuttgart 1994, ISBN 3-258-05017-1.
- mit Diether Döring (Hg.): Sozialpolitik und Gerechtigkeit. Frankfurt am Main 1998, ISBN 3-593-36091-8.
- mit Michael von Hauff (Hg.): Leistungsfähigkeit von Sozialstaaten. Marburg 2003, ISBN 3-89518-417-9.

| Personendaten    | Personendaten       |
| ---------------- | ------------------- |
| NAME             | Blasche, Siegfried  |
| KURZBESCHREIBUNG | deutscher Philosoph |
| GEBURTSDATUM     | 7. Juli 1939        |
| GEBURTSORT       | Lubsko              |